# Rådet for Etniske Minoriteter
Rådet for Etniske Minoriteter er en dansk institution, der rådgiver regeringen i spørgsmål, der omhandler flygtninge, indvandrere og integration. Det fokuserer blandt andet på uddannelse af børn og unge, demokratisk deltagelse og medborgerskab blandt etniske minoriteter samt boligpolitik og boligområder.
Rådet består af 14 medlemmer, hvoraf fem udpeges af social- og indenrigsministeren, fem andre (herunder formanden) vælges af repræsentantskabet for rådet, og de sidste fire udpeges af hver af landets fire største kommuner. Rådets formand er socialrådgiver og forsker Halima El Abassi. Rådet har et sekretariat, der er forankret i Styrelsen for International Rekruttering og Integration.
Rådet udfærdiger bl.a. høringssvar til regeringen, arrangerer konferencer, udarbejder debatindlæg og udgiver publikationer indenfor rådets arbejdsområde.

## Historie
Rådets historie går tilbage til 1983, hvor der blev oprettet et kontaktudvalg under Indenrigsministeriet, som havde til opgave at rådgive regeringens indvandrerudvalg i generelle indvandrerpolitiske spørgsmål. I 1985 blev kontaktudvalget afløst af Indvandrerrådet, der i 1994 skiftede navn til Rådet for Etniske Minoriteter. Lovgivningen om rådet er siden blev ændret flere gange, senest i 2014, hvor en ændring af den danske integrationslov blandt andet fastsatte de nuværende regler for udpegelsen af rådets medlemmer. Den første formand efter denne lovændring blev den tidligere skoleleder på Amager Yasar Cakmak.